# The Eastern Bandits
 (mai 2022).
Pour les articles homonymes, voir Bandit (homonymie).
The Eastern Bandits est un groupe de musique tanzanienne originaire de Dar es Salaam et se compose des camarades d'école Josephs Quartzy et Damian Addy. Ils sont notamment célèbres pour leurs titres Dear Mama, Promise et Unanifaa.

## Discographie
2021
- Dear Mama
- Unanifaa
- Ni Wewe
- This Song For You
- Promise
- You're My Morning Smile
- I'll Marry You[3]